# Reco-reco
Il reco-reco è uno strumento a sfregamento utilizzato nella musica brasiliana. La voce è onomatopeica e sta solo ad indicare il suono emesso dallo strumento.
È costituito da un pezzo di tronco di bambù con delle incisioni trasversali, molto simile al güiro che invece è ricavato invece da una zucca cava. Sfregando con una bacchetta di legno la parte intagliata, si ottiene un effetto ritmico caratteristico, molto utilizzato nella musica popolare brasiliana.
Oltre che i tradizionali reco-reco di bambù, attualmente sono in commercio anche analoghi strumenti realizzati in metallo.

## Ricerche correlate
- Güiro